# 인자 분석
인자 분석(factor analysis) 또는 요인 분석은 인자(factor) 또는 요인이라고 불리는 잠재적으로 적은 숫자의 관찰되지 않은 변수(variable)들로, 관찰된 서로 상관인 변수(variable)들 사이에서의 분산(variance)을 설명하기 위한 통계학적 방법이다. 예를 들어, 6개의 관측된 변인(variable)들의 분산(variation)은 2개의 관측되지 않은 근본적인 변인을 반영할 수도 있다. 인자 분석은 관측되지 않은 잠재 변수에 대하여 이런 연결된 분산(joint variation)을 찾는다. 관측된 변수들은 "오차"(error)를 추가하여, 가능한 인자들의 선형 결합으로 모형화된다. 요인 분석은 독립된 내재 변인을 찾는 것을 목적으로 한다.

## 요인 분석
- 탐색요인분석(EFA,Exploratory factor analysis)
- 확인요인분석(CFA,Confirmatory factor analysis)
- 요인간의 상관분석

## 같이 보기
- 베이즈 통계학 (Bayesian statistics)
- 상관 분석 (correlation analysis)
- 주성분 분석 (principal component analysis; PCA)
- 타당도